# Pieresielce (przystanek kolejowy)
Pieresielce (biał. Перасельцы, ros. Пересельцы) – przystanek kolejowy w miejscowości Pieresielce, w rejonie grodzieńskim, w obwodzie grodzieńskim, na Białorusi. Leży na linii dawnej Kolei Warszawsko-Petersburskiej.